# 2007年のセントラル・リーグクライマックスシリーズ
2007年のセントラル・リーグクライマックスシリーズは、2007年（平成19年）10月13日から10月20日まで開催された日本プロ野球セントラル・リーグのクライマックスシリーズである。
クライマックスシリーズは日本選手権シリーズ出場権を懸けたプレーオフトーナメントである。セ・リーグが1950年に創設されてから初めて行われたプレーオフである。

## 概要

### 第1ステージ
- 2007年公式戦2位の中日ドラゴンズと3位の阪神タイガースとの間で3戦2勝制により開催。
- 会期:10月13日から10月15日
- 球場:ナゴヤドーム

### 第2ステージ
- シードチームである2007年リーグ戦優勝の読売ジャイアンツと第1ステージ勝利チームである中日ドラゴンズとの間で5戦3勝制で行い、勝利チームが日本シリーズ出場権を獲得する。
- 会期:10月18日から10月22日（休養日なし）
- 球場:東京ドーム

### スポンサー
- 特別協賛（冠スポンサー）NTTドコモ
- 協賛　イトーヨーカドー、第一生命保険、上新電機、ぴあ

## ルール
- クライマックスの成績（チーム賞・個人賞とも）はレギュラーシーズンの成績に影響しない（原則繰り越さない）。但し、クライマックス優勝チーム表彰は別途行うこととする。
- 延長戦　レギュラーシーズンと同様12回までで、同点の場合は引き分け（再試合なし）とする。
- 勝ち抜け方法
  - 第1ステージは3戦2勝とするが、引き分けがあり1勝1敗1分けや3分けとなった場合はレギュラーシーズン2位チーム（この場合は中日ドラゴンズ）が第2ステージ進出とする。
  - 第2ステージは5戦3勝制とするが、引き分けがあり2勝2敗1分けや1勝1敗3分けなどとなった場合はレギュラーシーズン優勝チーム（この場合は読売ジャイアンツ）が優勝となり日本シリーズ進出とする。
  - 但し今大会は日本シリーズの開幕（10月27日）までの日程間隔がないため、台風などの不可抗力で試合が所定の予備日までに全て行いきれなかった場合[1]はその時点で残りの試合を打ち切り、引き分けを除いた勝ち星の多いチーム、更にそれでも同じ場合はレギュラーシーズン上位のチームが勝ちとなる。
- 選手登録は8月31日までの時点での支配下登録選手で、なおかつその後も続けてその球団に支配下登録されている選手に限る。
- 審判は通常の球審・塁審に加え、外審を加えた6名制とする。

### トーナメント表
|  | 1stステージ（準決勝） | 1stステージ（準決勝） |                           |     | 2ndステージ（決勝） | 2ndステージ（決勝） |
|  |                       |                       |                           |     |                     |                     |
|  |                       |                       |                           |     |                     |                     |
|  |                       |                       |                           |     |                     |                     |
|  |                       |                       |                           |     |                     |                     |
|  |                       |                       | （5戦3勝制） 東京ドーム   |     |                     |                     |
|  |                       |                       |                           |     |                     |                     |
|  | 巨人                  | ●●●                   |                           |     |                     |                     |
|  | 巨人                  | ●●●                   | （3戦2勝制） ナゴヤドーム |     |                     |                     |
|  |                       |                       | 中日                      | ○○○ |                     |                     |
|  | 中日                  | ○○                    | 中日                      | ○○○ |                     |                     |
|  | 中日                  | ○○                    |                           |     |                     |                     |
|  | 阪神                  | ●●                    |                           |     |                     |                     |
|  | 阪神                  | ●●                    |                           |     |                     |                     |
|  |                       |                       |                           |     |                     |                     |
|  |                       |                       |                           |     |                     |                     |
|  |                       |                       |                           |     |                     |                     |
|  |                       |                       |                           |     |                     |                     |

## 試合結果

### 第1ステージ
| 日付                 | 試合  | ビジター球団（先攻） | スコア | ホーム球団（後攻） | 開催球場     |
| 10月13日（土）       | 第1戦 | 阪神タイガース       | 0 - 7  | 中日ドラゴンズ     | ナゴヤドーム |
| 10月14日（日）       | 第2戦 | 阪神タイガース       | 3 - 5  | 中日ドラゴンズ     | ナゴヤドーム |
| 勝者：中日ドラゴンズ |       |                      |        |                    |              |

中日が第1戦・第2戦を連勝し、2勝0敗で第2ステージに進出。

#### 第1戦
10月13日　○中日7－0阪神●　（ナゴヤドーム）
|      | 1 | 2 | 3 | 4 | 5 | 6 | 7 | 8 | 9 | R | H  | E |
| ---- | - | - | - | - | - | - | - | - | - | - | -- | - |
| 阪神 | 0 | 0 | 0 | 0 | 0 | 0 | 0 | 0 | 0 | 0 | 5  | 1 |
| 中日 | 3 | 0 | 0 | 0 | 0 | 4 | 0 | 0 | x | 7 | 13 | 0 |

1. 勝利：川上（1勝）
2. 敗戦：下柳（1敗）
3. 本塁打
中：ウッズ1号、森野1号
4. * 開始　18時01分　　観衆　38,385人　　時間　3時間25分
  - 審判　球審＝橘高　塁審＝渡田、谷、杉永　外審＝本田、佐々木

オーダー
| 阪神 | 阪神 | 阪神       |
| 打順 | 守備 | 選手       |
| ---- | ---- | ---------- |
| 1    | [遊] | 鳥谷       |
| 2    | [中] | 赤星       |
| 3    | [一] | シーツ     |
| 4    | [左] | 金本       |
| 5    | [三] | 今岡       |
| 6    | [右] | 林         |
|      | 打右 | 桜井       |
| 7    | [捕] | 矢野       |
| 8    | [二] | 関本       |
| 9    | [投] | 下柳       |
|      | 投   | 渡辺       |
|      | 打   | 桧山       |
|      | 投   | 久保田     |
|      | 投   | ダーウィン |
|      | 打   | 濱中       |
|      | 打   | 葛城       |
|      | 投   | 橋本健     |

| 中日 | 中日   | 中日     |
| 打順 | 守備   | 選手     |
| ---- | ------ | -------- |
| 1    | [二]   | 荒木     |
| 2    | [遊]   | 井端     |
| 3    | [左]三 | 森野     |
| 4    | [一]   | T.ウッズ |
|      | 右     | 藤井     |
| 5    | [三]一 | 中村紀   |
| 6    | [右]左 | 李炳圭   |
| 7    | [中]   | 平田     |
| 8    | [捕]   | 谷繁     |
| 9    | [投]   | 川上     |
|      | 打     | 立浪     |
|      | 投     | 石井     |
|      | 投     | 鈴木     |
|      | 投     | 久本     |
|      | 投     | 岡本     |
|      | 投     | クルス   |
|      | 投     | 平井     |

- 投手

神：　●下柳－渡辺－久保田－ダーウィン－橋本健
中：　○川上－石井－鈴木－久本－岡本－クルス－平井

初回、中日が森野の右前打とウッズの2ランで3点先取し、6回裏には森野の3ランなどで4点を追加。先発の川上は7回を被安打2・無失点、二塁すら踏ませず、その後は6人の継投で阪神を完封した。阪神は8回表、満塁の好機を作ったが、無得点に終わった。

#### 第2戦
10月14日　○中日5－3阪神●　（ナゴヤドーム）
|      | 1 | 2 | 3 | 4 | 5 | 6 | 7 | 8 | 9 | R | H | E |
| ---- | - | - | - | - | - | - | - | - | - | - | - | - |
| 阪神 | 0 | 0 | 0 | 1 | 0 | 0 | 0 | 2 | 0 | 3 | 8 | 0 |
| 中日 | 5 | 0 | 0 | 0 | 0 | 0 | 0 | 0 | x | 5 | 8 | 0 |

1. 勝利：中田（1勝）
2. セーブ：岩瀬（1S）
3. 敗戦：上園（1敗）
4. 本塁打
中：李炳圭1号
5. * 開始　18時00分　　観衆　38,275人　　時間　3時間14分
  - 審判　球審＝杉永　塁審＝谷、本田、佐々木　外審＝橘高、渡田

| 阪神 | 阪神 | 阪神         |
| 打順 | 守備 | 選手         |
| ---- | ---- | ------------ |
| 1    | [遊] | 鳥谷         |
| 2    | [中] | 赤星         |
| 3    | [一] | シーツ       |
| 4    | [左] | 金本         |
| 5    | [三] | 今岡         |
| 6    | [右] | 林           |
|      | 打右 | 桜井         |
|      | 打右 | 桧山         |
| 7    | [捕] | 野口         |
| 8    | [二] | 関本         |
| 9    | [投] | 上園         |
|      | 投   | 渡辺         |
|      | 打   | 濱中         |
|      | 投   | 江草         |
|      | 打   | 葛城         |
|      | 投   | 久保田       |
|      | 打   | 高橋光       |
|      | 投   | ウィリアムス |
|      | 打   | 矢野         |

| 中日 | 中日   | 中日     |
| 打順 | 守備   | 選手     |
| ---- | ------ | -------- |
| 1    | [二]   | 荒木     |
| 2    | [遊]   | 井端     |
| 3    | [左]三 | 森野     |
| 4    | [一]   | T.ウッズ |
|      | 左     | 上田     |
| 5    | [三]一 | 中村紀   |
| 6    | [右]   | 李炳圭   |
|      | 打     | 立浪     |
|      | 右     | 藤井     |
| 7    | [中]   | 平田     |
| 8    | [捕]   | 谷繁     |
| 9    | [投]   | 中田     |
|      | 投     | 小笠原   |
|      | 打     | 中村公   |
|      | 投     | 岡本     |
|      | 投     | 岩瀬     |

投手
神：　●上園－渡辺－江草－久保田－ウィリアムス
中：　○中田－小笠原－岡本－S岩瀬

中日が第1戦に続いて初回に先制。中村紀の適時打と李炳圭の3ランで5点を奪った。中日先発・中田は制球に苦しみながらも5回を1失点にまとめ、6回以降は3投手のリレーで逃げ切り、第3戦を戦うことなく第2ステージ進出を決めた。阪神は第1戦に続いて先発投手が持ちこたえられず、攻撃も後手を踏んだ。阪神は2003年の日本シリーズ第6戦からポストシーズン8連敗となった。
なお、この試合で中日が小笠原を中継ぎ投手として登板させた事が、この後に行われた第2ステージの戦況に大きな影響を与える事となった。(詳細は第2ステージ第1戦にて)

### 第2ステージ
| 日付                 | 試合  | ビジター球団（先攻） | スコア | ホーム球団（後攻） | 開催球場   |
| 10月18日（木）       | 第1戦 | 中日ドラゴンズ       | 5 - 2  | 読売ジャイアンツ   | 東京ドーム |
| 10月19日（金）       | 第2戦 | 中日ドラゴンズ       | 7 - 4  | 読売ジャイアンツ   | 東京ドーム |
| 10月20日（土）       | 第3戦 | 中日ドラゴンズ       | 4 - 2  | 読売ジャイアンツ   | 東京ドーム |
| 勝者：中日ドラゴンズ |       |                      |        |                    |            |

中日が第1Sから合わせて5連勝でクライマックス・セ初代優勝に輝き、2年連続して日本シリーズ出場権を決定づけた。クライマックスシリーズ優勝チームは、リーグ優勝とは別の扱いとなるため、中日はリーグ優勝をせずに日本シリーズに進出する事となり、これは両リーグを通して初の事例となった。巨人はセリーグ優勝を達成しながらこのシリーズで1勝も挙げられず敗れ、5年ぶりの日本シリーズ出場を逃した。
なお、これらの結果を機に次の年の第2ステージは、大幅に改変され、リーグ優勝した球団に対するアドバンテージ採用（リーグ優勝の球団に予め1勝分。パシフィック・リーグも同調）につながることになった。また、2023年終了現在、レギュラーシーズン勝率2位以下の球団が第2ステージを無敗で突破したのは、この年の中日、2014年の阪神、2019年のソフトバンクである（2004年～2006年にかけて実施されたパリーグ・プレーオフを含む）。

#### 第1戦
10月18日　●巨人2－5中日○　（東京ドーム）
|      | 1 | 2 | 3 | 4 | 5 | 6 | 7 | 8 | 9 | R | H | E |
| ---- | - | - | - | - | - | - | - | - | - | - | - | - |
| 中日 | 0 | 0 | 2 | 2 | 0 | 0 | 0 | 1 | 0 | 5 | 9 | 0 |
| 巨人 | 0 | 0 | 0 | 0 | 1 | 1 | 0 | 0 | 0 | 2 | 8 | 2 |

1. 勝利：小笠原（1勝）
2. セーブ：岩瀬（1S）
3. 敗戦：内海（1敗）
4. 本塁打
中：T.ウッズ1号
巨：谷1号
5. * 開始　18時00分　　観衆　44,232人　　時間　3時間48分
  - 審判　球審＝笠原　塁審＝真鍋、森、西本　外審＝友寄、有隅

| 中日 | 中日   | 中日     |
| 打順 | 守備   | 選手     |
| ---- | ------ | -------- |
| 1    | [二]   | 荒木     |
| 2    | [遊]   | 井端     |
| 3    | [左]三 | 森野     |
| 4    | [一]   | T.ウッズ |
|      | 右     | 藤井     |
| 5    | [三]一 | 中村紀   |
| 6    | [右]左 | 李炳圭   |
| 7    | [中]   | 平田     |
| 8    | [捕]   | 谷繁     |
| 9    | [投]   | 小笠原   |
|      | 打     | 井上     |
|      | 投     | 石井     |
|      | 投     | 鈴木     |
|      | 投     | 平井     |
|      | 打     | 新井     |
|      | 走     | 岩﨑     |
|      | 投     | 岡本     |
|      | 投     | 岩瀬     |

| 巨人 | 巨人 | 巨人       |
| 打順 | 守備 | 選手       |
| ---- | ---- | ---------- |
| 1    | [右] | 高橋由     |
| 2    | [左] | 谷         |
| 3    | [三] | 小笠原     |
| 4    | [一] | 李承燁     |
| 5    | [遊] | 二岡       |
| 6    | [捕] | 阿部       |
| 7    | [中] | 清水       |
|      | 打中 | 矢野       |
| 8    | [二] | 脇谷       |
|      | 打二 | ゴンザレス |
| 9    | [投] | 内海       |
|      | 打   | ホリンズ   |
|      | 投   | 西村       |
|      | 打   | 木村拓     |
|      | 投   | 野間口     |
|      | 投   | 林         |
|      | 投   | 門倉       |
|      | 打   | 大道       |

- 投手

中：　○小笠原－石井－鈴木－平井－岡本－S岩瀬
巨：　●内海－西村－野間口－林－門倉

中日は3回表二死満塁から谷繁のタイムリーで先制し、続く4回表にはウッズの2ランが出て、巨人の先発・内海から4点を奪い試合の主導権を握る。巨人は5回裏の谷のソロ本塁打などで2点差に迫るが、中日は8回表に井端のタイムリーで再び突き放し、そのまま逃げ切り勝利。中日が白星先行で第2ステージを有利に進める形となった。巨人の先発の内海はレギュラーシーズンでの中日戦は4勝1敗と好相性で唯一の黒星もナゴヤドームで喫したものだったが4回4失点と試合を作れなかった。
なお中日の先発は、第1ステージに登板のなかった山井もしくは朝倉が有力とされていたが、実際には4日前に行われた第1ステージ第2戦で既に中継ぎで登板していた小笠原であり、中3日での先発であった。谷と二岡以外を全て左打者でスタメン起用するなど、山井か朝倉の右投手の先発を予想した巨人は、左投手の小笠原の先発に裏を掻かれ先制点を奪えず、先制された直後のチャンスで下位打線に回った場面で、序盤にもかかわらず右打者への代打策で勝負をかけるも全て不発となる。するとその代償として中盤から終盤では控え選手が足りず、その選手を起用できる場面が限られるなどで作戦が立てられず、その展開のまま試合が終了する事となった。
さらにこの試合では当初、山井を先発で登板させる予定であったものの、山井が前日までに右肩痛を再発させたため登板回避となり、事実上このシリーズでの山井の登板の可能性はほとんどなかった。そして、小笠原を中3日で先発で起用したのも、登板回避となった山井の代役による急遽の措置であった。しかしこの試合が終了した時点ではそれが明らかにされておらず、巨人側は第2戦以降の先発投手の予想と対策において、山井の登板の可能性を加えた形となり負担が増すなど、第2戦以降にも少なからず影響を与える事となった。こうした事から、この試合での小笠原の先発は、中日の先勝を挙げた事のみにとどまらず、このシリーズの流れを大きく左右する事となった。

#### 第2戦
10月19日　●巨人4－7中日○　（東京ドーム）
|      | 1 | 2 | 3 | 4 | 5 | 6 | 7 | 8 | 9 | R | H  | E |
| ---- | - | - | - | - | - | - | - | - | - | - | -- | - |
| 中日 | 0 | 1 | 0 | 2 | 0 | 0 | 3 | 0 | 1 | 7 | 14 | 1 |
| 巨人 | 1 | 0 | 0 | 0 | 0 | 0 | 3 | 0 | 0 | 4 | 7  | 0 |

1. 勝利：川上（1勝）
2. セーブ：岩瀬（2S）
3. 敗戦：木佐貫（1敗）
4. 本塁打
中：李炳圭1号
巨：ホリンズ1号
5. * 開始　18時00分　　観衆　45,074人　　時間　3時間49分
  - 審判　球審＝西本　塁審＝森、友寄、有隅　外審＝笠原、真鍋

オーダー
| 中日 | 中日   | 中日     |
| 打順 | 守備   | 選手     |
| ---- | ------ | -------- |
| 1    | [二]   | 荒木     |
| 2    | [遊]   | 井端     |
| 3    | [左]三 | 森野     |
| 4    | [一]   | T.ウッズ |
|      | 左     | 上田     |
| 5    | [三]一 | 中村紀   |
| 6    | [右]   | 李炳圭   |
| 7    | [中]   | 平田     |
|      | 打     | 立浪     |
|      | 中     | 藤井     |
| 8    | [捕]   | 谷繁     |
| 9    | [投]   | 川上     |
|      | 投     | 岡本     |
|      | 投     | 岩瀬     |

| 巨人 | 巨人 | 巨人       |
| 打順 | 守備 | 選手       |
| ---- | ---- | ---------- |
| 1    | [中] | 清水       |
| 2    | [左] | 谷         |
| 3    | [三] | 小笠原     |
| 4    | [一] | 李承燁     |
| 5    | [遊] | 二岡       |
| 6    | [捕] | 阿部       |
| 7    | [二] | 脇谷       |
|      | 打   | 矢野       |
| 8    | [右] | ホリンズ   |
| 9    | [投] | 木佐貫     |
|      | 投   | 林         |
|      | 打   | 木村拓     |
|      | 投   | 西村       |
|      | 投   | 山口       |
|      | 投   | 門倉       |
|      | 打   | 大道       |
|      | 投   | 豊田       |
|      | 投   | 上原       |
|      | 打   | ゴンザレス |

- 投手

中：　○川上－岡本－S岩瀬
巨：　●木佐貫－林－西村－山口－門倉－豊田－上原

中日は先制された直後の2回表、井端の適時打で追いつく。4回表には1死1塁、打者川上の場面で、バスターを敢行しこれが安打となりチャンスを広げ、荒木の適時二塁打、井端の犠飛で2点を挙げ勝ち越す。7回表には無死2塁で中村紀が犠打を行い、李承燁の野選を誘って巨人守備陣のリズムを狂わせると、李炳圭の適時三塁打などで、試合の大勢を決めた。巨人は7回裏、ホリンズの3ランで追い上げたものの、反撃もここまで。中日先発・川上は本調子ではなかったものの、援護点に恵まれて7回4失点ながらも勝利投手となった。

#### 第3戦
10月20日　●巨人2－4中日○　（東京ドーム）
|      | 1 | 2 | 3 | 4 | 5 | 6 | 7 | 8 | 9 | R | H | E |
| ---- | - | - | - | - | - | - | - | - | - | - | - | - |
| 中日 | 0 | 0 | 0 | 3 | 0 | 0 | 1 | 0 | 0 | 4 | 6 | 0 |
| 巨人 | 0 | 1 | 0 | 1 | 0 | 0 | 0 | 0 | 0 | 2 | 7 | 0 |

1. 勝利：中田（1勝）
2. セーブ：岩瀬（3S）
3. 敗戦：高橋尚（1敗）
4. 本塁打
中：T.ウッズ2号、谷繁1号
巨：二岡1号
5. * 開始　18時00分　　観衆　46,081人　　時間　3時間17分
  - 審判　球審＝有隅　塁審＝友寄、笠原、真鍋　外審＝西本、森

オーダー
| 中日 | 中日   | 中日     |
| 打順 | 守備   | 選手     |
| ---- | ------ | -------- |
| 1    | [二]   | 荒木     |
| 2    | [遊]   | 井端     |
| 3    | [左]三 | 森野     |
| 4    | [一]   | T.ウッズ |
|      | 左     | 上田     |
| 5    | [三]一 | 中村紀   |
| 6    | [右]   | 李炳圭   |
| 7    | [中]   | 平田     |
|      | 中     | 藤井     |
| 8    | [捕]   | 谷繁     |
| 9    | [投]   | 中田     |
|      | 投     | 岩瀬     |

| 巨人 | 巨人   | 巨人     |
| 打順 | 守備   | 選手     |
| ---- | ------ | -------- |
| 1    | [中]   | 清水     |
|      | 右     | 矢野     |
| 2    | [左]   | 谷       |
| 3    | [三]   | 小笠原   |
| 4    | [一]   | 李承燁   |
| 5    | [遊]   | 二岡     |
| 6    | [捕]   | 阿部     |
| 7    | [二]   | 脇谷     |
|      | 投     | 豊田     |
|      | 投     | 上原     |
|      | 打     | 大道     |
|      | 走     | 古城     |
| 8    | [右]中 | ホリンズ |
| 9    | [投]   | 高橋尚   |
|      | 打二   | 木村拓   |

- 投手

中：　○中田－S岩瀬
巨：　●高橋尚－豊田－上原
巨人が2回裏に二岡のソロ本塁打で先制するが、中日が4回表、ウッズの3ランで逆転し、7回表には谷繁のソロ本塁打で突き放した。中日先発・中田は8回途中まで2失点の好投、その後を受け継いだ岩瀬が巨人の反撃を抑え、最終打者木村拓也を三振に打ち取り勝利。中日はクライマックスシリーズ無敗で2年連続となる日本シリーズ進出を決めた。
なお、この試合で友寄正人審判員が通算2500試合出場を果たしている（セ・リーグのアグリーメントではクライマックスシリーズも審判員の試合出場数にカウントする、としているため）。

## テレビ・ラジオ放送
衛星放送（BS・CS）は完全中継。地上波の延長は文中に記載。

### テレビ放送

#### 第1ステージ放送日程
第1戦　
- 東海テレビ（THK）≪中京広域圏ローカル≫
  - 実況：斉藤誠征、解説：谷沢健一、鈴木孝政
- 関西テレビ（KTV）≪近畿広域圏ローカル≫
  - 実況：大橋雄介、解説：田尾安志、片岡篤史
  - 放送時間：18:30 - 20:54（延長なし）

※実況・解説を地域別に差し替え
- NHK衛星第1
  - 実況：渡辺憲司（CK）、解説：梨田昌孝
- フジテレビ739
  - 実況：加藤晃（THK）、解説：藤波行雄

第2戦　
- 中部日本放送（CBC）≪TBS系列、BS-iは放送なし≫
  - 実況：角上清司、解説：高木守道、牛島和彦、プレーヤーズゲスト：三浦大輔（横浜）、リポーター：伊藤敦基（中日サイド）、赤木誠（MBS、阪神サイド）
  - 放送時間：19:00 - 20:54（延長なし）
- NHK衛星第1
  - 実況：竹林宏（BK）、解説：大野豊
- J sports 2
  - 実況：宮部和裕（CBC）、解説：彦野利勝、ゲスト解説：野村弘樹（横浜投手コーチ）

#### 第2ステージ放送日程
第1戦
- 日本テレビ（NTV）≪日本テレビ系列、日テレG+でも中継≫
  - 実況：村山喜彦、解説：山本浩二、水野雄仁、川又米利、リポーター：田辺研一郎（巨人サイド）、佐藤啓（CTV、中日サイド）、インタビュアー：河村亮
  - 放送時間：19:00 - 21:54（60分延長）

※第1戦を放送する10月18日はこの試合とは別にテレビ朝日系列でパ・リーグクライマックスシリーズ第2ステージ「日本ハム×ロッテ」戦を放送した。プロ野球中継で2試合が全国ネットとしてゴールデンタイムに地上波2局が並んで放送することは現在は非常に珍しいケースである。
- NHK BSハイビジョン
  - 実況：道谷眞平、解説：大島康徳

第2戦　
- テレビ朝日（EX）≪テレビ朝日系列、BS朝日でも18:00 - 19:00に中継≫
  - 実況：中山貴雄、解説：東尾修、栗山英樹、大塚光二、プレーヤーズゲスト：宮本慎也（ヤクルト）、リポーター:清水俊輔（巨人サイド）、佐藤裕二（メ～テレ、中日サイド）
  - 放送時間：19:00 - 21:54
- 日テレG+
  - 実況：蛯原哲、解説：堀内恒夫

第3戦
- 日本テレビ（NTV）≪日本テレビ系列、日テレG+でも中継≫
  - 実況：河村亮、解説：野村謙二郎、中畑清、プレーヤーズゲスト：藤川球児（阪神）、ゲスト：反町隆史、加藤あい（土曜ドラマ『ドリーム・アゲイン』の宣伝をかねて）、リポーター：蛯原哲（巨人サイド）、佐藤啓（CTV、中日サイド）、インタビュアー：平川健太郎
  - 放送時間：19:00 - 21:24（30分延長）
- NHK BSハイビジョン
  - 実況：小野塚康之、解説：大野豊

### ラジオ放送

#### 第1ステージ放送日程
第1戦　
- CBCラジオ≪中京広域圏ローカル≫
  - 実況：水分貴雅、解説：牛島和彦、リポーター：伊藤敦基（中日サイド）、小縣裕介（ABC、阪神サイド）
- 東海ラジオ（SF）≪STVとの2局ネット≫
  - 実況：大澤広樹、解説：鹿島忠、リポーター：北山靖（中日サイド）、仙田和吉（MBS、阪神サイド）
- ABCラジオ≪近畿広域圏ローカル≫
  - 実況：岩本計介、解説：吉田義男、木戸克彦、リポーター：小縣裕介（両サイド兼務）
- MBSラジオ≪近畿広域圏ローカル≫
  - 実況：赤木誠、解説：佐々木恭介、リポーター：：北山靖（SF、中日サイド）、仙田和吉（阪神サイド）
- TBSラジオ≪関東広域圏ローカル≫
  - 実況：林正浩、解説：田淵幸一、ゲスト：石井琢朗（横浜）、リポーター：初田啓介（両サイド兼務）
- ニッポン放送（LF）≪関東広域圏ローカル≫
  - 実況：松本秀夫、解説：江本孟紀、リポーター：胡口和雄（両サイド兼務）
- NHKラジオ第1（東海・近畿地方のみ）
  - 実況：小野塚康之、解説：今中慎二、リポーター：竹林宏（中日サイド）、早瀬雄一（阪神サイド）

第2戦　
- CBCラジオ≪中京広域圏ローカル≫
  - 実況：高田寛之、解説：小松辰雄、リポーター：水分貴雅（中日サイド）、岩本計介（ABC、阪神サイド）
- 東海ラジオ（SF）≪STVとの2局ネット≫
  - 実況：北山靖、解説：藤波行雄、リポーター：村上和宏（中日サイド）、近藤亨（MBS、阪神サイド）
- ABCラジオ≪近畿広域圏ローカル≫
  - 実況：小縣裕介、解説：真弓明信、湯舟敏郎、リポーター：岩本計介（両サイド兼務）
- MBSラジオ≪近畿広域圏ローカル≫
  - 実況：仙田和吉、解説：亀山つとむ、リポーター：村上和宏（SF、中日サイド）、近藤亨（阪神サイド）
- TBSラジオ≪関東広域圏ローカル≫
  - 実況：初田啓介、解説：栗山英樹、ゲスト：東出輝裕（広島）、リポーター：松下賢次（両サイド兼務）
- ニッポン放送（LF）≪関東広域圏ローカル≫
  - 実況：胡口和雄、解説：大久保博元、リポーター：松本秀夫（両サイド兼務）
- NHKラジオ第1（東海・近畿地方のみ）
  - 実況：塚本貴之、解説：梨田昌孝、リポーター：渡辺憲司（中日サイド）、早瀬雄一（阪神サイド）

#### 第2ステージ放送日程
第1戦
- TBSラジオ≪RFCとの2局ネット≫
  - 実況：初田啓介、解説：田淵幸一、ゲスト：宮本慎也（ヤクルト）、リポーター：新タ悦男（巨人サイド）、高田寛之（CBC、中日サイド）
- ニッポン放送（LF）≪SF・MBSとの3局ネット≫
  - 実況：胡口和雄、解説：田尾安志、ゲスト：青木宣親（ヤクルト）、リポーター：今井美紀（巨人サイド）、森貴俊（SF、中日サイド）
- ラジオ日本≪GBS・CRKとの3局ネット≫
  - 実況：小林幸明、解説：須藤豊、ゲスト：仁志敏久（横浜）、リポーター：内藤博之（巨人サイド）、矢田雄二郎（中日サイド）
- CBCラジオ≪中京広域圏ローカル≫
  - 実況：水分貴雅、解説：木俣達彦、リポーター：高田寛之（両サイド兼務）
- NHKラジオ第1（東海地方のみ）
  - 実況：渡辺憲司、解説：武田一浩、リポーター：上野速人（巨人サイド）、広坂安伸（中日サイド）

※ラジオ関西は翌日以降通常番組を優先し、この試合のみの放送にとどまった（第4戦は実現していればネットする予定であったが、第5戦は実現しても中継予定は無かった）。また、STVラジオはパ・リーグクライマックスシリーズ第2ステージ「日本ハム対ロッテ」第5戦を放送。
第2戦
- TBSラジオ≪RFCとの2局ネット≫
  - 実況：新タ悦男、解説：元木大介、ゲスト：三浦大輔（横浜）、リポーター：林正浩（巨人サイド）、伊藤敦基（CBC、中日サイド）
- ニッポン放送（LF）≪SF・MBS・STV　全4局ネット≫
  - 実況：山田透、ゲスト解説：仁志敏久（横浜）、リポーター：今井美紀（巨人サイド）、森貴俊（SF、中日サイド）
- ラジオ日本≪GBSとの2局ネット≫
  - 実況：内藤博之、解説：水野雄仁、ゲスト：ヨネスケ、リポーター：小林幸明（巨人サイド）、矢田雄二郎（中日サイド）
- CBCラジオ≪中京広域圏ローカル≫
  - 実況：高田寛之、解説：牛島和彦、リポーター：伊藤敦基（両サイド兼務）
- NHKラジオ第1（東海地区のみ）
  - 実況：渡辺憲司、解説：今中慎二、リポーター：道谷眞平（巨人サイド）、小野塚康之（中日サイド）

第3戦
- TBSラジオ≪RFC・SBSとの3局ネット≫
  - 実況：林正浩、解説：牛島和彦、リポーター：松下賢次（巨人サイド）、高田寛之（CBC、中日サイド）
- ニッポン放送（LF）≪SF・MBS・STV　全4局ネット≫
  - 実況：松本秀夫、解説：若松勉、リポーター：今井美紀（巨人サイド）、森貴俊（SF、中日サイド）
- ラジオ日本≪GBSとの2局ネット≫
  - 実況：吉田填一郎、解説：柴田勲、ゲスト：相川亮二（横浜）、リポーター：小林幸明（巨人サイド）、矢田雄二郎（中日サイド）
- CBCラジオ≪中京広域圏ローカル≫
  - 実況：伊藤敦基、解説：木俣達彦、リポーター：高田寛之（両サイド兼務）
- NHKラジオ第1
  - 実況：秋山浩志、解説：武田一浩、リポーター：大蔵哲士（巨人サイド）、竹林宏（中日サイド）

※この試合のみネットした静岡放送は、第4戦以降もネットする予定であった。